# Chamyris
Chamyris é um gênero de traça pertencente à família Arctiidae. O género foi descoberto por Jacob Hübner em 1818.